# Сказочный патруль
«Ска́зочный патру́ль» — российский анимационный детский сериал студии «Паровоз». Повествует о приключениях четырёх девочек-волшебниц, приехавших в город Мышкин.
Премьера мультсериала состоялась 30 апреля 2016 года в рамках альманаха «Мульт в кино». Транслируется с мая 2016 года на детских телеканалах («Мульт» и «Ani»), с конца того же года на федеральном детском телеканале «Карусель».

## Сюжет
Мультсериал рассказывает о пяти юных волшебницах: Алёнке, Варе, Маше, Снежке и Алисе. Девочки переживают увлекательные приключения, учатся дружить и справляться со всеми трудностями вместе.

### 1 сезон
История начинается в городе Мышкин, куда Варя, Маша и Снежка приезжают из Волшебного колледжа на практику. Там они знакомятся с местной девочкой — Алёнкой. Девочки становятся подругами и создают команду «Сказочный патруль». Оказывается, что Алёнка владеет магией огня, а её родители в опасности в Сказочном мире. Девочки становятся хранителями города Мышкина. Алёнка получает браслет-ключ Огня и способность трансформироваться, Снежка — Воды и Льда, Маша — Земли и Природы, Варя — Воздуха и Ветра. Эти ключи у них пытается отнять опасный злодей Морок, владеющий магией превращений (метаморфозом), который не может вспомнить настоящий облик. Чтобы вернуть его, он должен отдать Тёмному Повелителю четыре волшебных ключа.

### 2 сезон
После нахождения всех ключей, Злодей превращается в облик друга Алёнки - Сашу. Он встречается с ней в Волшебной Библиотеке и обманом говорит, что хочет в Сказочный мир с Алёнкой. Алёнка вместе с Мороком попадают в Сказочный мир. Морок признаётся Алёнке, что его настоящее имя — Влад. Варя, Маша, Снежка, Вася, Саша и Кот Учёный отправляются за ними с помощью магической погремушки, в которой обитает дух Жар-Птицы, Первого хранителя. «Сказочный патруль» и «Герои Земли» отправляются к регенту Сказочнику, которого избрали временным правителем вместо короля и королевы, внезапно пропавших двенадцать лет назад, Сказочник даёт пришедшим кольцо «Аксилиум» дабы помочь найти Алёнку, а «Патруль» соглашается оберегать Сказочный город. Ребята находят Алёнку и Морока, который теперь им помогает, а Кот становится директором кафе «Лукоморье».
Неизвестный Повелитель запечатывает портал, а Волколаки — главные его слуги — ведут охоту на Алёнку и Морока. Тем временем Саша и Вася становятся учениками чудаковатого учёного-друида Ин Ибн Дюка, а помощник Сказочника Визирь отправляет «Сказочный Патруль» в Страну Саламандр, где девочки не находят родителей Алёнки, но обретают новые способности, костюмы и брошки.
Позже девочки встречают орка Оза — воспитателя Алёнки, которого впоследствии похищают Волколаки, а неизвестный Повелитель превращает в камень. С помощью Аленького цветочка Влад обретает свой истинный облик. Девочки знакомятся с Алисой, Хранительницей Времени. Влад приобретает живые доспехи и случайно ломает одну из множества музыкальных шкатулок, с помощью которых неизвестный Повелитель и его слуги обращали в камень важных и влиятельных жителей Сказочного мира.
Девочки начали собирать путеводный артефакт, состоящий из трёх частей. Когда путеводный клубок был собран девочками, он привёл их и Влада к окаменевшим родителям Алёнки, а потом — к неизвестному Повелителю. Визирь (главные герои думали, что он Повелитель) бежал в неизвестном направлении, но девочки узнают, что короля и королеву спасти от окаменения могут только каменный великан, Медуза Горгона и третий неизвестный маг, которого девочки найти не могут по причине того, что Визирь вырвал страницу из своей магической книги. Девочки отправляются к Горгоне, чтобы просить её о помощи, но Медуза оказывается простым скульптором, про которую распустил злые слухи Персей. После девочки отправляются к каменному великану, но выясняется, что он не умеет расколдовывать статуи. В 50 серии окончательно выясняется, что визирь — рыцарь, стремящийся расколдовать любимую девушку, обращённую в камень, а в 51 серии, что Повелитель — это птица Сказочника Сирин, которая загипнотизировала сначала его, а потом Алёнку. Сирин способен превращать в камень людей своим голосом, но не терпит фальшивой музыки. Главные герои побеждают его, и все заколдованные сказочные оживают. Алёнка встречается с родителями и становится принцессой. Девочки и мальчики возвращаются в мир людей, чтобы позже учиться в Волшебном колледже.

### 3 сезон
Девочки после победы над Сирином возвращаются в Мышкин. Во время сбора в Волшебный колледж и Алиса попадает в реальный мир. Алёнка сдаёт экзамен на 3-, её берут на испытательный срок. В этом сезоне появляются заносчивая волшебница Любава, её приспешницы Кика и Настасья (а позднее и другие ученики). Некоторые однокурсники будут строить козни «Сказочному патрулю», а девочки с помощью своей магии и дружбы будут преодолевать препятствия, также ища украденный кем-то свиток, в котором заключены тёмные силы бывших сказочных злодеев (Гномы, Пряничная ведьма, Леший, Кот Учёный, Яга, Волколак, Сказочник, Снежная Королева, Соловей-разбойник, и некоторые неизвестные злодеи).
Позже выясняется, что свиток украл Астер, помощник профессора Звездочёта. Астер насылал на сказочных злодеев злые чары, вычеркивая их подписи из свитка, а потом собирал тёмную энергию в кристалл, чтобы выставить потомков тёмных сказочных в дурном свете (не учитывая при этом, что может нарушится магический баланс). Когда план Астера оказался раскрыт, его лишили магических сил и отправили в волшебную тюрьму.

### 4 сезон
В новом сезоне девочки немного повзрослели и получили новые наряды. Они отправляются на каникулы в Мышкин, где в библиотеке Сказок проходит Сказочный фестиваль. Сказочные персонажи со всего света собрались на него ради редкого события — Затмения Лиловой Луны. Раз в сто лет волшебная Луна наделяет камень-хранитель Мышкина магической силой, которая позволяет сказочным персонажам жить в мире людей. Однако волшебный камень был похищен, и «Сказочному патрулю» предстоит расследовать его похищение. Под видом волонтёров они отправляются на поиски артефакт. Спустя некоторое время девочки обнаружили похитителей (Несмеяна, их одноклассница и её старшая сестра Марена), но им пришлось очень сильно постараться  поймать дерзких девчонок. В конце концов камень вернули и фестиваль состоялся.

## Персонажи

### Главные персонажи
- Алёна Рыжова (Алёнка) — общительная и говорливая, часто говорит не по делу. В мультсериале она очень гиперактивная девочка, если внимательно приглядеться, то она может страдать дефицитом внимания. Легкомысленная: сначала делает, потом думает. Ей хочется «всего и сразу», поэтому часто она ленится тренировать свои способности, что приводит к разного рода казусам. Местная жительница города Мышкин, но родом из Сказочного мира. Боится ежей. Только начинает знакомство с миром магии. Стихия — Огонь (пирокинез). Раньше у нее с детства была более мощная версия силы, но чтобы у нее было хорошее детство, её приёмной бабушке — Людмиле пришлось ослабить ее силу. В серии «Гори-гори ясно!» получила ключ Огня. Во втором сезоне направила старого врага — Морока на путь исправления, в результате чего они стали хорошими друзьями. В серии «Первый бал» нашла родителей и стала принцессой, а после поступила в Волшебный Колледж, сдав вступительный экзамен у профессора Кривозуба, хоть и не с первого раза, на тройку с минусом. Родители — королева Елена и король, в серии «Все тайное» они появились полноценно.
- Варвара-Краса Длинная Коса (Варя) — неунывающая и ответственная героиня, иногда бывает высокомерной. Является дочерью короля Виктора и королевы Людмилы из королевства Штормград, из которого она сбежала из-за излишнего давления родителей на неё и запретом общаться с другом Ветерком, с которым она дружит до сих пор. Лидер команды «Сказочный патруль». Уверена в себе, категорична и прямолинейна. Острая на язык Варя не всегда соблюдает тактичность, но бесстрашие, сила и ловкость делают её настоящим бойцом и защитником. Боится змей. Стихия — Воздух, магические навыки — управление полётом, ветром и телепортация. Варя также является лучшей подругой Королевы Селесты, с которой она разлучилась на долгое время из-за лжи местных феечек, но позже они воссоединились, продолжив дружбу настолько, что Селеста стоит у Вари на обоях волшебного зеркальца (телефона). В серии «Лучшие друзья» получила ключ Воздуха, не дав Воздушному королевству разрушиться.
- Марья-Искусница (Маша) — умная, практичная, стремится всё делать по правилам и по заранее разработанному плану. Отличница, изобретательница, прекрасно разбирается в любой технике, как в сказочной, так и в человеческих гаджетах. Она дочь друидов, которые долгое время не принимали её увлечение технологиями, предпочитая всё делать по-старинке, но после того, как Маша изобрела робота Шурупчика и спасла с помощью него лес от пожара, они изменили своё отношение к этому и даже начали поощрять. Старается контролировать свои эмоции. Боится пауков. Стихия — Земля, магический навык — управление растениями (фитокинез). В серии «Волшебный лес» получила ключ Земли, сохранив Древо Жизни в волшебном лесу, тем самым была признана духом-оленем. В третьем сезоне становится лучшей подругой тёмного принца из рода воронов по имени Корвин. Корвин и Маша испытывают взаимную симпатию и помогают друг другу в трудных ситуациях.
- Снегурочка (Снежка) — внучка Деда Мороза, внучатая племянница Снежной Королевы, дочь Вьюги и лучшая подруга Васи Сидорова, к которому она проявляет взаимную симпатию. Добрая, задумчивая, молчаливая, спокойная и деликатная. Предпочитает не вмешиваться во внутренние конфликты девочек. Немного инфантильна, восторженная, всё принимает за «чистую правду». Привязана к своему другу детства — плюшевому Зайке. Боится своего учителя, профессора Крива Кузьмича (Кривозуба). Стихия — Вода, магический навык — управление снегом и льдом (криокинез). Эти навыки давались ей довольно трудно в детстве и она не могла контролировать свои силы, но когда её друг-мишка попал в беду, она смогла помочь ему с помощью своей магии. В серии «Под водой» получила ключ Воды, победив Морока в виде Водяного и спасла подводное королевство от заморозки.
- Алиса — активная, быстрая, яркая и эффектная. Модница с завышенным мнением о себе, её женственность порой переходит в манерность. Гордячка, которая не любит признавать свою неправоту, но при всех недостатках характера она умеет ценить дружбу и хорошее расположение к себе. Хранительница Часовой башни в Сказочном мире. Дочь хранителей времени. Позже организовывает команду «Прекрасные герои», вместе с Доспехами Влада. В неё влюблён один из учеников Волшебного колледжа — одноклассник Сказочного патруля невидимка Эй. Волшебные свойства Алисы — управление временем при помощи волшебных часов (наручных или башенных) и способность путешествовать по разным эпохам. Первое появление — в серии «Хранительница Времени».

### Второстепенные персонажи
- Кот Учёный — ворчливый и вечно недовольный антропоморфный чёрный кот. Вероятно, что из-за окраса его не любили не только сверстники, но и родные (отчего у него проявилась сила неудачи, пока Светлые не лишили его этой силы, и Кот сам не захотел начать всё сначала). До 7 серии являлся хранителем города Мышкин. Начиная с серии «Горшочек, не вари» работает в кафе «Лукоморье» в Сказочном Мире. Впервые появляется в серии «Кошки-мышки». Снова становится хранителем Мышкина в первой серии третьего сезона.
- Владислав Владими́рович (Мо́рок) — второстепенный антагонист сериала в первом сезоне. До 36 серии мог менять по своему желанию внешность, но не мог вспомнить и вернуть свой настоящий облик. По словам Ядвиги Петровны, в прошлом был жадным и жестоким князем, желал подчинить себе весь Сказочный мир и в отчаянии обратился к Чёрному Зеркалу. Это не принесло результатов, и он был вторично побеждён и заключён на 300 лет (первое поражение — дело рук Сказочного Патруля прошлого). Чтобы вернуть свой настоящий облик, Морок должен отдать Тёмному Повелителю четыре волшебных ключа, а позднее помочь «Сказочному патрулю» найти последний ключ и уйти вместе с ними в Сказочный мир. Во втором сезоне, пока он с потерянной принцессой находились в бегах в чуждом им мире, Влад сильно привязался к новой подруге, которая смогла направить его на хороший путь. С серии «Волшебный город» Морок пытается исправиться и хочет вернуть свой прежний облик, а в серии «Сказочник» выясняется настоящее имя Морока. Варя, Маша и Снежка считают, что он их обманывает и хочет использовать в своих целях, поэтому в серии «Горшочек, не вари!» он их покидает. В серии «Страна саламандр» находит свиток с загадкой, и в серии «Пряничный домик» передаёт его девочкам. В серии «Красавица и Чудовище» благодаря Аленькому цветочку возвращает себе свой настоящий облик, но вместо грозного князя с бородой превращается в симпатичного юношу. В серии «Доспехи богатыря» становится обладателем магических доспехов, сбежавших из мастерской Железяки-младшего. В серии «Дворцовый переполох» крадёт книгу из покоев Визиря и становится её хозяином. Из-за очень подозрительного поведения Визиря Влад думает, что Визирь — это Повелитель, но из серии «Долгожданная встреча» становится ясно, что Повелитель — это один из сказочных, кто живёт во дворце. В этой же серии вместе с Алёнкой побеждает Визиря, но тот скрывается в портале. В серии «Всё тайное» побеждает Сирина (Повелителя). В серии «Первый бал» присутствовал при оживлении всех сказочных жителей и родителей Алёнки (без злых дискуссий над Мороком родителей Алёнки не обошлось), где приглядывал за Сирином. Также он приглашает принцессу Сказочного мира на первый танец. В 3 сезоне он эффектно появляется по просьбе Василисы, которая наняла его на расследование исчезновения волшебного свитка. С 58 серии становится учителем боевых искусств в Волшебном колледже.
- Иванушка — выпускник Волшебного колледжа и нынешний хранитель сказочной библиотеки города Мышкин. Родился в семье известных волшебников, которые возлагали на мальчика большие надежды, но он отдавал предпочтения детским шалостям, а не учёбе. Во время работы в библиотеке, он был обманут Мороком и превращён в козлёнка. Долгое время юноша был в плену злодея, который, приняв его облик, скрывался. Когда в 25 серии к нему в подвал упал Саша, они вместе помогли друг другу и сбежали, попутно Ваня вернул свой человеческий облик. После этого случая, он взялся за ум и стал развивать свои навыки в магии. Несмотря на пережитый ужас, он остаётся дружелюбным, добрым и милым. Он также появляется в книге «Волшебные часы», где нашёл потерянные часы Алисы, которые хотел украсть Шеф Волколаков. В эпизоде «Волшебный фестиваль» Ваня проводил Патруль в их комнаты отеля библиотеки и помог им сделать ремонт в комнате Алисы, ведь по её мнению она совсем ей не подходила. Впервые появляется в серии «Всё кувырком».
- Саша Абрикосов — одноклассник главных героинь, приехавший в город Мышкин относительно недавно. Самообучился методом магическими фокусами. Сперва вёл соперничество с Алёнкой, но после их совместной борьбы с Дэвом, они стали лучшими друзьями и вместе с остальными союзниками боролись против Морока и Сирина. Саша проходил обучение у профессора волшебной ботаники, который принял парня во время его краткого нахождения в сказочном мире вместе со своим лучшим другом Васи. Влюблён в Алёнку, но та периодически игнорирует его, использует в своих целях, когда ей это нужно, либо же просто насмехается над ним, из-за чего Саша грустит. Впервые появляется в серии «Пророчество».
- Вася Си́доров — одноклассник главных героинь. Вначале считает, что «Сказочный патруль» — инопланетяне, и что от магии одни неприятности, но позже меняет своё мнение. Близкий и лучший друг Снежки, тайно и взаимно влюблён в неё. Является учеником профессора волшебной ботаники, и забавным образом получает двухголовую росянку, что в результате сделал его собственным «питомцем». Первое появление — в серии «Пророчество».
- Си́рин — древний могущественный колдун, главный антагонист «Сказочного патруля». Дальний родственник Вари. Живёт в Сказочном мире. Подчинил себе Влада и Волколаков. Очень жаден, властолюбив и обманчив. Тщательно скрывает свою внешность под образом маленькой райской птички или скопления туч. Всегда узнаёт всё обо всём. В сериях «Волшебный лес», «Снежная королева» и «Долгие сборы» Повелитель общается с Мороком через Чёрное зеркало и следит за его действиями, даёт указания. Именно из-за него он освободил Морока. В серии «Сказочник» Повелитель связывается с Волколаками и узнаёт об их успехах, при этом выясняется, что он отдал приказ им схватить Морока и Алёнку по прибытии тех в Сказочный мир, но потом злится на них за то, что они упустили добычу, и использует колдовские силы, чтобы запечатать портал в Сказку. Впервые появляется в серии «Волшебный лес». В конце второго сезона выясняется, что Повелитель — это птица Сирин, который своим голосом способен заставить человека окаменеть. После давнего поражения от короля, королевы и Сказочника, он загипнотизировал последнего, и в тайне ото всех вновь начинает превращать людей в камень с помощью записанного в шкатулках собственного голоса, а позже питаться самоцветами с заключенными внутри сущностями, чтобы становиться сильнее. Влад, Алиса, Саша Абрикосов, Вася Сидоров, Кот Учёный и Доспехи вместе одолевают Сирина и загипнотизированную им Алёнку, и Сирин теряет магические силы.
- Сказочник — рыжий кот, временный правитель Сказочного мира, заместитель короля и королевы. Назначает «Сказочный Патруль» хранительницами Волшебного города. Сказочник помог королю и королеве одолеть злую птицу Сирина с помощью фальшивой музыки. После его загипнотизировал Сирин (в облике маленькой птички). Последние двенадцать лет Сказочник находился под контролем птицы (это не меняло того, что он был бывшим Котом Баюном). Первое появление происходит в серии «Сказочник».
- Визирь (Белый рыцарь) — советник Сказочника. Из-за его подозрительного поведения и покушений на Сказочника, «Сказочный патруль» решил, что Визирь и есть Повелитель. В 50 серии выясняется, что Визирь — не Повелитель, а рыцарь, ищущий того, кто обратил его любимую девушку в камень. После долгих поисков он по перу птицы Сказочника, оставшемуся у статуи возлюбленной, нашел самого Сказочника и решил, что это он виноват. В конце серии Визиря обращают в камень. В 52 серии он расколдовался вместе со остальными окаменевшими Сказочными. Первое появление происходит в 28 серии.
- Волкола́ки — три волка-оборотня, прислуживающие Повелителю (они согласились не сразу). Любят концерты, развлечения, игры, и вкусную еду, но их шеф — очень строгий и предпочитает дело. Повелитель поручает волколакам схватить Алёнку и Морока. После перехода на сторону добра, они долго искали новую работу, но потом их нанял Граф Дракула. Впервые появляются в серии «Волшебный город».
- Оз — огр, который присматривал за маленькой Алёной. Очень доверчивый, иногда ведёт себя как ребёнок. Преподавал в университете фей-крёстных, где училась Людмила (приёмная бабушка Алёнки). Присматривал за маленькой Алёнкой до тех пор, пока ему не пришлось отправить её в мир людей через портал, открытый с помощью погремушки. Был лишён разума заклятием, наложенным Сказочником под контролем Сирина.
- Любава — второстепенная антагонистка 3 сезона. Подруга Кики и Насти. Одна из самых популярных учениц в Волшебном колледже (но это не меняет тот факт, из-за которого принимая участие в мероприятии «Лучших Принцесс», она по прежнему осталась популярной, но тайно побаивается этого мероприятия). В серии «Экзамен» хотела переманить Алёнку в свою компанию, из-за чего та опоздала на вступительный экзамен. После этого она сказала, что принцесса даже не подозревает, что её ждёт в дальнейшем. Любава стала старостой класса, получив больше голосов, чем Алёнка. В конце учебного года, она вместе с подругами вызвалась петь волшебный гимн, написанный лично профессором Кривозубом, и Василиса одобрила это. Но гимн оказался настолько неудачным, что «Патрулю» пришлось спасти положение и Любаву с её командой от позора.
- Астер — аспирант Волшебного колледжа и помощник профессора Звездочёта. Хотя внешне он выглядит очень милым и добрым юношей, судя по многочисленным намекам и поступкам на протяжении почти всего третьего сезона, является антагонистом: он крадёт волшебный свиток; частенько совершает странные делишки в своей лаборатории, используя тёмный кристалл; убирает подписи некоторых сказочных персонажей из волшебного свитка, из-за чего они становятся злыми. Хотел использовать Корвина и его тёмную магию для своих целей (стать популярным и всеми уважаемым). Но у него ничего не получилось, и был посажен под домашний арест Василисой, а подписи нескольких бывших темных сказочников (Гномы, Пряничная ведьма, Леший, Кот Учёный, Яга, Волколак, Сказочник, Снежная Королева, Соловей-разбойник и другие) вернулись назад в свиток.

## Роли озвучивали
| Актёр                                                                               | Персонаж/Роль |
| ----------------------------------------------------------------------------------- | --- |
| Мирослава Карпович                                                                  | Алёнка (1 и 2 сезоны) (читает вступительный текст в 1 серии 1 сезона) |
| Анфиса Вистингаузен                                                                 | Алёнка (большая часть реплик в 51 серии, с 3 сезона), Сирин |
| Ольга Кузьмина                                                                      | Варя |
| Юлия Александрова                                                                   | Маша |
| Полина Кутепова                                                                     | Снежка |
| Глафира Тарханова                                                                   | Алиса |
| Андрей Рожков                                                                       | Кот Учёный |
| Ян Алабушев                                                                         | Шушик |
| Илья Сторожев                                                                       | Чёрный мышонок |
| Прохор Чеховской                                                                    | Мышиный король, Крыс, Князь Влад, Иванушка, ведущий новостей, Так |
| Юлия Зимина                                                                         | Василиса Васильевна |
| Даниил Эльдаров                                                                     | Морок, Сирин, Волколаки, Визирь, Эй, Кощей Бессмертный (мэр города), Ин Ибн Дюк, Сказочник/Кот Баюн, Лепрекон, Белый рыцарь, Сфинкс, Тик, Малыш тролль, Волод, Толстый и Тонкий, Профессор Звездочёт, Горох, Болотный дух, Жабий король XVI |
| Эвелина Блёданс                                                                     | Ядвига Петровна, Волшебная дверь |
| Влад Красавин                                                                       | Саша Абрикосов |
| Глеб Кулагин                                                                        | Вася Сидоров |
| Иван Жвакин                                                                         | Леший, Вулкан |
| Диомид Виноградов                                                                   | Карабас-Барабас, Джинн Анатолий, Цветик-Семицветик, Дед Мороз, Отец Алёнки (11 серия), Фома, Ерёма, Гномы, Дев, Соловей/Соловей-Разбойник, Бим Бом, Граф Дракула, Профессор Кривозуб (Крив Кузьмич), Горох.                                 |
| Людмила Гнилова                                                                     | Печка, Бабушка Алёнки, Скатерть-самообранка |
| Борис Репетур                                                                       | Водяной |
| Ольга Зубкова                                                                       | Пряничная ведьма, Сирин, Снежная королева |
| Екатерина Рогачкова                                                                 | Дриада |
| Виктория Клинкова                                                                   | Селеста |
| Кристина Гаврыш                                                                     | Кицунэ |
| Дмитрий Филимонов                                                                   | Король троллей, Тролль-музыкант |
| Иван Литвинов                                                                       | Оз, Великан, Альберто, Барракудас, Отец тролля малыша, Волшебный клубок, Тролль рекламщик, Отец Железяки Младшего |
| Елена Соловьёва                                                                     | Моргана |
| Иван Калинин                                                                        | Гномелла, Железяка Младший, Корвин |
| Александр Клюквин                                                                   | Сирин |
| Антон Савенков                                                                      | Король (Папа Алёнки) |
| Анастасия Лапина                                                                    | Медуза Горгона, Королева (Мама Алёнки) |
| Роман Трамвай                                                                       | Золотой щит |
| Евгений Кан                                                                         | Турист (53 серия) |
| Владислав Акимов                                                                    | Турист (53 серия) |
| Татьяна Абрамова                                                                    | Любава |
| Дарья Кузнецова                                                                     | Кика, Настасья Микулишна |
| Евгений Михеев                                                                      | Астер |
| Ольга Шорохова                                                                      | Несмеяна, бабушка Алёнки |
| Михаил Хрусталёв                                                                    | Паук |
| Светлана Болдина, Владислав Акимов, Марина Кравченко, Сергей Манеров, Вера Мякишева | Ученики Волшебного колледжа (77 серия) |
| Евгений Головин                                                                     | Папа Маши (82 серия) |
| Алёна Созинова                                                                      | Марена |

## Съёмочная группа
| Режиссёры              | Анастасия Чернова, Андрей Колпин, Наиль Мубинов, Антон Худяков                                      |
| Сценарий               | Мария Парфёнова, Евгений Головин, Антон Ланшаков, Юлия Иванова, Иордан Кефалиди, Наталья Тихомирова |
| Продюсеры              | Татьяна Цыварева, Евгений Головин, Антон Сметанкин, Александр Саблуков, Наталья Козлова             |
| Композиторы            | Сергей Боголюбский, Дария Ставрович                                                                 |
| Художники-постановщики | Татьяна Петровска, Андрей Осадчих, Екатерина Страхова                                               |

## Серии
| Сезон | Сезон | Количество эпизодов | Период показа   | Период показа   |
| Сезон | Сезон | Количество эпизодов | Начало сезона   | Финал сезона    |
| ----- | ----- | ------------------- | --------------- | --------------- |
|       | 1     | 26                  | 30 апреля 2016  | 14 декабря 2018 |
|       | 2     | 26                  | 16 февраля 2019 | 5 февраля 2021  |
|       | 3     | 26                  | 12 февраля 2021 | 27 января 2023  |
|       | 4     | 26                  | 24 февраля 2023 | 21 февраля 2025 |
|       | 5     | 26                  | 6 сентября 2025 | —               |

| №                     | Название               | Дата премьеры на YouTube | №                     | Название                  | Дата премьеры на YouTube | №                     | Название                   | Дата премьеры на YouTube | №                     | Название              | Дата премьеры на YouTube | №                     | Название              | Дата премьеры на YouTube |
| Сезон 1 (2016 — 2018) | Сезон 1 (2016 — 2018)  | Сезон 1 (2016 — 2018)    | Сезон 2 (2019 — 2021) | Сезон 2 (2019 — 2021)     | Сезон 2 (2019 — 2021)    | Сезон 3 (2021 — 2023) | Сезон 3 (2021 — 2023)      | Сезон 3 (2021 — 2023)    | Сезон 4 (2023 — 2025) | Сезон 4 (2023 — 2025) | Сезон 4 (2023 — 2025)    | Сезон 5 (2025 — 2027) | Сезон 5 (2025 — 2027) | Сезон 5 (2025 — 2027)    |
| 1                     | Знакомство             | 19 мая 2016              | 27                    | Волшебный город           | 7 марта 2019             | 53                    | Турист из сказки           | 26 февраля 2021          | 79                    | Сказочный фестиваль   | 24 марта 2023            | 105                   | —                     | нет данных               |
| 2                     | Кошки - мышки          | 22 июля 2016             | 28                    | Сказочник                 | 30 марта 2019            | 54                    | Экзамен                    | 2 апреля 2021            | 80                    | Идеальная работа      | 28 апреля 2023           | 106                   | —                     | нет данных               |
| 3                     | Танцуют все!           | 23 сентября 2016         | 29                    | Волшебный мир, встречай!  | 12 апреля 2019           | 55                    | Новая староста             | 28 мая 2021              | 81                    | Дело номер один       | 26 мая 2023              | 107                   | —                     | нет данных               |
| 4                     | Как стать звездой      | 28 ноября 2016           | 30                    | Горшочек, не вари         | 10 мая 2019              | 56                    | Очень страшное наказание   | 18 июня 2021             | 82                    | Отцы и дети           | 23 июня 2023             | 108                   | —                     | нет данных               |
| 5                     | Загадай желание!       | 31 декабря 2016          | 31                    | Волшебная ботаника        | 24 июня 2019             | 57                    | Дело о пропавшем свитке    | 2 июля 2021              | 83                    | Ох, горох!            | 26 июля 2023             | 109                   | —                     | нет данных               |
| 6                     | Всё под контролем!     | 1 апреля 2017            | 32                    | Страна саламандр          | 25 июля 2019             | 58                    | Учитель боевых искусств    | 14 августа 2021          | 84                    | Храбрый Дракоша       | 16 августа 2023          | 110                   | —                     | нет данных               |
| 7                     | Кто в теремочке живёт? | 22 июня 2017             | 33                    | Пряничный домик           | 2 сентября 2019          | 59                    | Первый матч                | 10 сентября 2021         | 85                    | Старшая сестра        | 13 октября 2023          | 111                   | —                     | нет данных               |
| 8                     | Гори-гори ясно!        | 24 августа 2017          | 34                    | В гостях у Дракулы        | 27 сентября 2019         | 60                    | У истоков волшебства       | 8 октября 2021           | 86                    | Сюрприз для Вари      | 6 ноября 2023            | 112                   | —                     | нет данных               |
| 9                     | Всё кувырком           | 5 октября 2017           | 35                    | Бон вояж!                 | 23 октября 2019          | 61                    | Маленькие большие проблемы | 5 ноября 2021            | 87                    | Лапы вверх            | 6 декабря 2023           | 113                   | —                     | нет данных               |
| 10                    | Большой День           | 20 октября 2017          | 36                    | Красавица и Чудовище      | 22 ноября 2019           | 62                    | Что умеют феи              | 3 декабря 2021           | 88                    | Путь хранителя        | 2 января 2024            | 114                   | —                     | нет данных               |
| 11                    | У четырёх нянек        | 17 ноября 2017           | 37                    | Хранительница Времени     | 6 декабря 2019           | 63                    | Праздник с неприятностями  | 31 декабря 2021          | 89                    | Пингвиний твист       | 2 февраля 2024           | 115                   | —                     | нет данных               |
| 12                    | Зазеркалье             | 21 декабря 2017          | 38                    | Часовых дел мастерица     | 31 января 2020           | 64                    | Королева льда              | 11 февраля 2022          | 90                    | Дело о перчатках      | 1 марта 2024             | 116                   | —                     | нет данных               |
| 13                    | Пророчество            | 11 января 2018           | 39                    | Доспехи богатыря          | 14 февраля 2020          | 65                    | Чёрный-чёрный кот          | 25 февраля 2022          | 91                    | В гостях у гномов     | 22 марта 2024            | 117                   | —                     | нет данных               |
| 14                    | Подарок подземелья     | 16 февраля 2018          | 40                    | Баю-Бай, Сказочник!       | 28 февраля 2020          | 66                    | Защитник леса              | 22 апреля 2022           | 92                    | Рыбный день           | 27 апреля 2024           | 118                   | —                     | нет данных               |
| 15                    | Королева бала          | 17 марта 2018            | 41                    | Подводные гонки           | 26 марта 2020            | 67                    | Экзамен у Звездочёта       | 13 мая 2022              | 93                    | Любовь к искусству    | 6 июня 2024              | 119                   | —                     | нет данных               |
| 16                    | Под водой              | 28 апреля 2018           | 42                    | Дворцовый переполох       | 17 апреля 2020           | 68                    | Сплошные неприятности      | 28 мая 2022              | 94                    | Идеальный план        | 6 июня 2024              | 120                   | —                     | нет данных               |
| 17                    | Возвращение Зайки      | 25 мая 2018              | 43                    | Тайна Туманного лабиринта | 8 мая 2020               | 69                    | Гуси-лебеди                | 17 июня 2022             | 95                    | Квест в зазеркалье    | 6 июня 2024              | 121                   | —                     | нет данных               |
| 18                    | Волшебный лес          | 9 июня 2018              | 44                    | Новые герои               | 9 июня 2020              | 70                    | Матч-реванш                | 22 июля 2022             | 96                    | Живая история         | 11 августа 2024          | 122                   | —                     | нет данных               |
| 19                    | Бело-Снежка            | 7 августа 2018           | 45                    | Сердце часов              | 10 июля 2020             | 71                    | Тёмный принц               | 19 августа 2022          | 97                    | Длинный день          | 16 сентября 2024         | 123                   | —                     | нет данных               |
| 20                    | Маскарад               | 1 сентября 2018          | 46                    | Долгожданная встреча      | 7 августа 2020           | 72                    | Возвращение Волколака      | 16 сентября 2022         | 98                    | Волчий янтарь         | 16 декабря 2024          | 124                   | —                     | нет данных               |
| 21                    | Огненный гость         | 21 сентября 2018         | 47                    | Тайны Медузы Горгоны      | 28 августа 2020          | 73                    | Волшебный компас           | 7 октября 2022           | 99                    | Почётный гость        | 7 ноября 2024            | 125                   | —                     | нет данных               |
| 22                    | Снежная королева       | 5 октября 2018           | 48                    | Незваный обед             | 30 октября 2020          | 74                    | Пижамная вечеринка         | 11 ноября 2022           | 100                   | Остров ветров         | 16 ноября 2024           | 126                   | —                     | нет данных               |
| 23                    | Ди-джей                | 9 ноября 2018            | 49                    | Новый Визирь              | 7 ноября 2020            | 75                    | Космо-вечеринка            | 2 декабря 2022           | 101                   | Болото                | 30 декабря 2024          | 127                   | —                     | нет данных               |
| 24                    | Лучшие друзья          | 7 декабря 2018           | 50                    | История рыцаря            | 21 ноября 2020           | 76                    | Соловьиные трели           | 6 января 2023            | 102                   | Горячий приём         | 24 января 2025           | 128                   | —                     | нет данных               |
| 25                    | Долгие сборы           | 25 декабря 2018          | 51                    | Всё тайное                | 25 декабря 2020          | 77                    | Чёрный ворон               | 3 февраля 2023           | 103                   | Очищающий огонь       | 16 февраля 2025          | 129                   | —                     | нет данных               |
| 26                    | Тайна Лукоморья        | 18 января 2019           | 52                    | Первый бал                | 12 февраля 2021          | 78                    | Волшебный гимн             | 3 марта 2023             | 104                   | Затмение лиловой луны | 21 марта 2025            | 130                   | —                     | нет данных               |

## Фестивали и награды
- 2017 — Икар: Номинация «Стартап» — лауреатом стал мультсериал «Сказочный патруль» (фильм «Танцуют все!», студия «Паровоз», режиссёр Наиль Мубинов)[6].
- 2017 — Международный анимационный фестиваль (Xiamen International Animation Festival) ежегодно проходит в Китае в городе Сямэнь. В рамках анимационного фестиваля вручается премия Cyber Sousa. Мультсериал «Сказочный патруль» получил «серебро»[7] в номинации «Лучший иностранный анимационный сериал». Международное жюри оценило оригинальность идеи сериала о приключениях четырёх юных волшебниц и высокое качество 3D-анимации[8].
- 2017 — Annecy International Animated Film Festival. Номинирован в категории «Series». Серия «Танцуют все!»[9].
- 2018 — «Мультимир»[10]:
  - Приз жюри «Лучший российский анимационный сериал» — «Сказочный патруль».
  - Приз зрителей «Лучшая героиня российского анимационного сериала» — «Снежка».
  - Номинирован в категории «Лучшая песня российского анимационного сериала» — «Поверь в себя!».
  - Лучшая игрушка года — Куклы из мультсериала «Сказочный патруль».
  - Номинирован в категории «Лучшая 2D-графика российского анимационного фильма».
  - Номинирован в категории «Лучший герой российского анимационного фильма. Выбор зрителей» — «Кот Ученый».
- 2019 — премия «Тэфи Kids—2019» в номинации «Лучший анимационный сериал»[11].
- 2019 — Российская индустриальная премия в сфере анимации и лицензирования «Мультимир» в номинации «Лучший российский анимационный сериал. Выбор жюри»[12].
- 2019 — Российская индустриальная премия в сфере анимации и лицензирования «Мультимир» «Лучшая песня российского анимационного фильма. Выбор зрителей» (песня «Как узнать свою подругу»)[13].
- 2019 — Российская индустриальная премия в сфере анимации и лицензирования «Мультимир».
- «Лучший российский анимационный сериал. Выбор зрителей»[13]:
  - 2019 — Национальная детская премия «Главные герои» в номинации «Главный российский анимационный сериал»[14].
  - 2020 — Национальная детская премия «Главные герои» в номинации «Главный российский анимационный герой» — «Алёнка»[15].
  - 2021 — Национальная детская премия «Главные герои» в номинации «Главная детская песня» — «Сказка»[16].
  - 2022 — «Russian Licensing Awards» в номинации «Лучшая лицензия 2021» категория «Лучшая лицензионная франшиза. Анимационный бренд / Бренд персонажей»[17].
  - 2022 — Национальная детская премия «Главные герои» в номинации «Главная детская песня» — «Сказка»[18].
  - 2023 — Национальная детская премия «Главные герои» в номинации «Главный комедийный анимационный сериал»[19].
  - 2024 — Национальная детская премия «Главные герои» в номинации «Главный анимационный герой» — «Варя»[20].

## Музыка
- Музыка к мультсериалу написана Дарией Ставрович и Сергеем Боголюбским.
- На фестивале «Мультимир-2017» была представлена музыкальная группа «Сказочный патруль»[21].

## Спин-офф
1 июня 2019 года на главной сцене «Мультимира» состоялась премьера спин-оффа мультсериала: «Сказочный патруль. Хроники чудес», который рассказывает об истории главных и второстепенных персонажей. Премьера мультфильма для широкой аудитории состоялась 2 августа 2019 года в приложении «Мульт».

## Музыкальный патруль. Сказочные песни
17 декабря 2021 года состоялась премьера нового спин-оффа «Музыкальный патруль. Сказочные песни», где персонажи поют о себе, да и не только о себе.

### Анонс и премьера
9 декабря 2021 года в официальной группе Сказочного патруля ВКонтакте и в других социальных сетях разместили анонс со спойлерной видео-афишей, в котором говорилось, что «Совсем скоро вас ждёт нечто новое, очень увлекательное и точно сказочно-патрульное!». В комментариях предположили, что это будут клипы с песнями, о которых говорила Мария. Позже эта информация подтвердилась. Премьера состоялась 17 декабря в приложении «Мульт».
| Первый сезон (2021 — 2023) | Первый сезон (2021 — 2023) | Первый сезон (2021 — 2023)         | Первый сезон (2021 — 2023) |
| №                          | Название                   | Дата премьеры в приложении «Мульт» | Дата премьеры на YouTube   |
| -------------------------- | -------------------------- | ---------------------------------- | -------------------------- |
| 1                          | Черный кот                 | 4 марта 2022                       | 27 апреля 2022             |
| 2                          | Вечный хит                 | 17 декабря 2021                    | 5 января 2022              |
| 3                          | Ветер перемен              | 17 декабря 2021                    | 13 января 2022             |
| 4                          | Храбрый рыцарь             | 17 декабря 2021                    | 19 января 2022             |
| 5                          | Князь                      | 18 марта 2022                      | 2 мая 2022                 |
| 6                          | Мой путь                   | 17 декабря 2021                    | 26 января 2022             |
| 7                          | Прогресс                   | 1 апреля 2022                      | 19 мая 2022                |
| 8                          | Белые сны                  | 17 декабря 2021                    | 3 февраля 2022             |
| 9                          | Волшебный сон              | 15 апреля 2022                     | 1 июня 2022                |
| 10                         | Завтра будет день рождения | 28 января 2022                     | 17 февраля 2022            |
| 11                         | Магия                      | 29 апреля 2022                     | 6 июня 2022                |
| 12                         | Кот Бегемот                | 13 мая 2022                        | 22 июня 2022               |
| 13                         | Танцевальная               | 3 июня 2022                        | 1 июля 2022                |
| 14                         | Мечты                      | 30 декабря 2022                    | 30 января 2023             |
| 15                         | Детство                    | 24 июня 2022                       | 3 августа 2022             |
| 16                         | Стильный танец             | 8 июля 2022                        | 10 августа 2022            |
| 17                         | Король танцпола            | 29 июля 2022                       | 1 сентября 2022            |
| 18                         | Лепесточки-лепестки        | 19 августа 2022                    | 22 сентября 2022           |
| 19                         | Луна                       | 2 сентября 2022                    | 3 октября 2022             |
| 20                         | Любимый трек               | 30 сентября 2022                   | 1 ноября 2022              |
| 21                         | Романтик                   | 21 октября 2022                    | 24 ноября 2022             |
| 22                         | Хвалилка Морока            | 11 ноября 2022                     | 10 декабря 2022            |
| 23                         | Котики-котики              | 25 ноября 2022                     | 27 декабря 2022            |
| 24                         | Ночью при луне             | 16 декабря 2022                    | 20 января 2023             |
| 25                         | Обыкновенный герой         | 13 января 2023                     | 17 февраля 2023            |
| 26                         | Самый лучший нянь          | 3 февраля 2023                     | 8 марта 2023               |

| Второй сезон (2023 — 2024) | Второй сезон (2023 — 2024) | Второй сезон (2023 — 2024)         | Второй сезон (2023 — 2024) |
| №                          | Название                   | Дата премьеры в приложении «Мульт» | Дата премьеры на YouTube   |
| -------------------------- | -------------------------- | ---------------------------------- | -------------------------- |
| 27                         | Колыбельная морская        | 17 февраля 2023                    | 17 марта 2023              |
| 28                         | Ворожея                    | 10 марта 2023                      | 10 апреля 2023             |
| 29                         | Замечательный артист       | 31 марта 2023                      | 2 мая 2023                 |
| 30                         | Стражники                  | 14 апреля 2023                     | 14 мая 2023                |
| 31                         | Волшебные краски           | 5 мая 2023                         | 6 июня 2023                |
| 32                         | Эти дети                   | 26 мая 2023                        | 26 июня 2023               |
| 33                         | Как поют ветровички        | 9 июня 2023                        | 11 июля 2023               |
| 34                         | Пам-парам парам            | 30 июня 2023                       | 3 августа 2023             |
| 35                         | Волколаки                  | 21 июля 2023                       | 26 августа 2023            |
| 36                         | Котофеечки                 | 4 августа 2023                     | 12 сентября 2023           |
| 37                         | Пора-пора                  | 18 августа 2023                    | —                          |
| 38                         | Очки                       | 1 сентября 2023                    | 4 октября 2023             |
| 39                         | Гори-гори                  | 22 сентября 2023                   | 25 октября 2023            |
| 40                         | Реальные маги              | 13 октября 2023                    | 17 ноября 2023             |
| 41                         | Сердце тик-так             | 27 октября 2023                    | 27 ноября 2023             |
| 42                         | Привет                     | 17 ноября 2023                     | 21 декабря 2023            |
| 43                         | Время весны                | 8 марта 2024                       | 15 апреля 2024             |
| 44                         | Сладкоежки                 | 15 декабря 2023                    | 18 января 2024             |
| 45                         | Вредины                    | 12 января 2024                     | 17 февраля 2024            |
| 46                         | Рэп-сказка                 | 9 февраля 2024                     | —                          |
| 47                         | Вася-Василиса              | 5 апреля 2024                      | 10 мая 2024                |
| 48                         | Дуэт Алёнки и Несмеяны     | 3 мая 2024                         | 4 июня 2024                |
| 49                         | Счастья секрет             | 10 мая 2024                        | 13 июня 2024               |
| 50                         | Летим за тобою             | 17 мая 2024                        | 18 июня 2024               |
| 51                         | Девчонка-огонёк            | 24 мая 2024                        | 28 июня 2024               |
| 52                         | Мода-мода                  | 31 мая 2024                        | 7 июля 2024                |

## Приложения
По мотивам вселенной «Сказочный патруль» были выпущены 4 игровых приложения: «Сказочный патруль», «Сказочный Патруль: Приключения», «Музыкальный Патруль» и «Сказочный Патруль: Кафе». Все эти игры вышли на платформах Android и iOS.
В ноябре 2018 года был выпущен журнал «Сказочный патруль». В журналах есть постеры, наклейки и рассказы от Олега Роя. Журнал выходит в конце каждого месяца.